# Invitation à la danse (valse)
Pour les articles homonymes, voir Invitation à la danse.
Invitation à la danse, op. 65 (Aufforderung zum Tanz), sous-titré « rondo brillant pour pianoforte », est une valse pour piano de Carl Maria von Weber composée en 1819. Elle est dédiée à Caroline Brandt, que le compositeur avait épousée en 1817.
L'œuvre a été orchestrée en 1841 par Hector Berlioz (sous le titre français Invitation à la valse), lors de l'ajout du ballet exigé par la forme « grand opéra » au deuxième acte du Freischütz à l'Opéra de Paris. Cette version orchestrale a été reprise pour Le Spectre de la rose, ballet chorégraphié en 1911 par Michel Fokine sur un livret de Jean-Louis Vaudoyer inspiré par le poème homonyme du recueil La Comédie de la mort de Théophile Gautier.

## Analyse de l'œuvre
La pièce dépeint l'histoire d'un couple lors d'un bal, un homme invitant une femme à danser, la dame répondant à l'invitation, le couple dansant, puis se séparant :
Weber lui-même donna le programme suivant pour sa pièce :
- Mesures 1-5 : Première demande du monsieur.
- Mesures 6-9 : Réponse évasive de la dame.
- Mesures 10-13 : Nouvelle demande insistante du monsieur.
- Mesures 14-16 : Assentiment de la dame.
- Mesures 17-19 : Il entre en conversation.
- Mesures 20-21 : Réponse de la dame.
- Mesures 22-23 : Il lui parle avec empressement.
- Mesures 24-25 : Réponse attentionnée de la dame.
- Mesures 26-27 : Il la presse de nouveau d'aller danser.
- Mesures 28-29 : Réponse de la dame.
- Mesures 30-31 : Ils se rendent sur le parquet de danse.
- Mesures 32-35 : Ils attendent le début de la danse.
- La Danse
- Fin de la musique de danse, il la remercie, ils se séparent.

### Ouvrages généraux
- Adélaïde de Place et François-René Tranchefort (dir.), Guide de la musique de piano et de clavecin, Paris, Fayard, coll. « Les Indispensables de la musique », 1987, 870 p. (ISBN 978-2-213-01639-9), p. 829-833.
- Guy Sacre, La musique pour piano : dictionnaire des compositeurs et des œuvres, vol. II (J-Z), Paris, Robert Laffont, coll. « Bouquins », 1998, 2998 p. (ISBN 978-2-221-08566-0), p. 2934-2950.

### Monographies
- Jean-Luc Caron et Gérard Denizeau, Carl Maria von Weber, Paris, bleu nuit éditeur, coll. « horizons » (no 73), 2019, 176 p. (ISBN 978-2-358-84087-3).
- John Warrack (trad. Odile Demange), Carl Maria von Weber, Paris, Fayard, 1987, 480 p. (ISBN 978-2-213-01979-6).